# رابيو بايتا
رابيو بايتا (بالإنجليزية: Rabiu Baita)‏ هو لاعب كرة قدم نيجيري في مركز نصف الجناح، ولد في 28 أغسطس 1984 في كانو في نيجيريا. شارك مع منتخب نيجيريا لكرة القدم. أما مع النوادي، فقد لعب مع باريس سان جيرمان وصن شاين ستارز وكادونا يونايتد وكانو بيلارس ونادي غينت ونادي مونز وويكي توريستس.

## وصلات خارجية
- رابيو بايتا على موقع ناشيونال فوتبول تيمز (الإنجليزية)